# محمد زينالي (مقاطعة فسا)
محمد زينالي (بالإنجليزية: Bagh-e Mohammad Zeynli)‏ هي قرية تقع في فارس في إيران.